# Schwedischer Fußballpokal der Männer 2004
Der schwedische Fußballpokal 2004 (auch Svenska Cupen 2004 genannt) war die 49. Austragung des Fußballpokalwettbewerbs der Männer. Die 1. Runde begann am 28. März 2004. Das Finale fand am 6. November 2004 im Råsundastadion von Solna statt. Titelverteidiger war IF Elfsborg.
Pokalsieger wurde Djurgårdens IF. Das Team setzte sich im Finale mit 3:1 gegen IFK Göteborg durch. Der Sieger qualifizierte sich für die 2. Qualifikationsrunde des UEFA-Pokals.

## Modus
Alle Begegnungen wurden im K.-o.-System ausgetragen. Bei unentschiedenem Ausgang gab es eine Verlängerung von zweimal 15 Minuten und gegebenenfalls ein Elfmeterschießen.
In der 1. Runde traten 64 Mannschaften der dritten Spielklasse oder darunter gegeneinander an. In der 2. Runde wurde den Mannschaften der Allsvenskan bzw. Superettan jeweils ein Sieger der 1. Runde zugelost.

## Teilnehmer
| Fotbollsallsvenskan (14) (Level 1) | Fotbollsallsvenskan (14) (Level 1) | Superettan (16) (Level 2)                                                                                                   | Superettan (16) (Level 2) |
| --- | --- | --- | --- |
| - Djurgårdens IF - IF Elfsborg - Enköpings SK - IFK Göteborg - Hammarby IF - Halmstads BK - Helsingborgs IF                                                   | - Landskrona BoIS - Malmö FF - AIK Solna - GIF Sundsvall - Örebro SK - Örgryte IS - Östers IF                                                              | - Assyriska FF - Åtvidabergs FF - Bodens BK - IF Brommapojkarna - FC Café Opera - Falkenbergs FF - BK Forward - Gefle IF    | - BK Häcken - Kalmar FF - IFK Malmö - IFK Norrköping - IF Sylvia - Trelleborgs FF - Västerås SK - Västra Frölunda IF                         |
| Division 2 (38) (Level 3) | | | |
| - Ängelholms FF - IK Brage - Bunkeflo IF - Degerfors IF - Eskilstuna City FK - Friska Viljor FC - GAIS Göteborg - Gunnilse IS - IFK Hässleholm - Högaborgs BK | - Höllvikens GIF - Husqvarna FF - Karlslunds IF - Kristianstads FF - Linköpings FF - Myresjö IF - IFK Ölme - Östersunds FK - Robertsfors IK - Rynninge IK  | - IK Sirius - IK Sleipner - Spårvägens FF - Syrianska FC - Tidaholms GoIF - IFK Timrå - Topkapi IK - IK Tord - Torslanda IK | - FC Trollhättan - Tyresö FF - Vallentuna BK - Vasalunds/Essinge IF - IFK Värnamo - Väsby IK - Växjö Norra IF - Visby IF Gute - Ystads IF FF |
| Division 3 (20) (Level 4) | Division 3 (20) (Level 4) | Division 4 (3) (Level 5) | Division 5 (7) (Level 6) |
| - Carlstad United BK - Enskede IK - Eslövs BK - IFK Fjärås - Gimonäs CK - IS Halmia - IF Heimer - Kinna IF - Lärje-Angereds IF - Lindsdals IF                 | - Ljungby IF - Luleå SK - Malmö Anadolu BI - Ronneby BK - Sandvikens IF - Strands IF - Syrianska IF Kerburan - IFK Uddevalla - Ulvåkers IF - IF VP Uppsala | - Bälinge IF - BK Kenty - FC Stockholm Internazionale                                                                       | - Hamre MM - Högvads BK - Hulåns IF - Kvibille BK - Ödeshögs IK - Skövde AIK - IF Viken                                                      |

## 1. Runde
Teilnehmer: 38 Vereine der Division 2, 20 Vereine der Division 3, drei Vereine der Division 4 und sieben Vereine der Division 5. In der Klammer ist die jeweilige Ligaebene angegeben, in der der Verein in der Saison 2003 spielte.
| Datum      |                                 | Ergebnis              |                            |
| ---------- | ------------------------------- | --------------------- | -------------------------- |
| 28.03.2004 | Gimonäs CK (IV)                 | 0:3                   | Luleå SK (IV)              |
| 28.03.2004 | IF VP Uppsala (IV)              | 0:2                   | Visby IF Gute (III)        |
| 28.03.2004 | IFK Uddevalla (IV)              | 2:3                   | FC Trollhättan (III)       |
| 28.03.2004 | FC Stockholm Internazionale (V) | 0:2                   | Topkapi IK (III)           |
| 28.03.2004 | Ulvåkers IF (IV)                | 0:4                   | Degerfors IF (III)         |
| 28.03.2004 | Robertsfors IK (III)            | 1:3                   | Friska Viljor FC (III)     |
| 28.03.2004 | Östersunds FK (III)             | 0:4                   | IFK Timrå (III)            |
| 28.03.2004 | Skövde AIK (VI)                 | 1:5                   | Husqvarna FF (III)         |
| 28.03.2004 | IFK Ölme (III)                  | 4:0                   | Tidaholms GoIF (III)       |
| 28.03.2004 | Syrianska IF Kerburan (IV)      | 0:3                   | Vallentuna BK (III)        |
| 28.03.2004 | Ljungby IF (IV)                 | 1:2                   | Malmö Anadolu BI (IV)      |
| 28.03.2004 | Ödeshögs IK (VI)                | 0:4                   | Rynninge IK (III)          |
| 28.03.2004 | Eslövs BK (IV)                  | 2:1                   | Höllvikens GIF (III)       |
| 12.04.2004 | Växjö Norra IF (III)            | 3:4                   | IFK Hässleholm (III)       |
| 12.04.2004 | IF Viken (VI)                   | 0:2                   | Carlstad United BK (IV)    |
| 12.04.2004 | Spårvägens FF (III)             | 3:1                   | IK Sirius (III)            |
| 12.04.2004 | Väsby IK (III)                  | 5:1                   | Eskilstuna City FK (III)   |
| 12.04.2004 | Lindsdals IF (IV)               | 2:4 n. V.             | Kristianstads FF (III)     |
| 12.04.2004 | Bälinge IF (V)                  | 2:3                   | Vasalunds/Essinge IF (III) |
| 12.04.2004 | Hulåns IF (VI)                  | 0:5                   | Sandvikens IF (IV)         |
| 12.04.2004 | Strands IF (IV)                 | 2:3 n. V.             | IK Brage (III)             |
| 12.04.2004 | Ronneby BK (IV)                 | 0:2                   | Bunkeflo IF (III)          |
| 12.04.2004 | IS Halmia (IV)                  | 4:0                   | Högaborgs BK (III)         |
| 12.04.2004 | Kvibille BK (VI)                | 1:2                   | Ystads IF FF (III)         |
| 12.04.2004 | Linköpings FF (III)             | 0:1                   | Myresjö IF (III)           |
| 12.04.2004 | BK Kenty (V)                    | 2:0                   | IK Tord (III)              |
| 12.04.2004 | IFK Fjärås (IV)                 | 1:4                   | Torslanda IK (III)         |
| 12.04.2004 | IF Heimer (IV)                  | 1:2                   | Gunnilse IS (III)          |
| 12.04.2004 | IFK Värnamo (III)               | 1:1 n. V. (3:1 i. E.) | Ängelholms FF (III)        |
| 12.04.2004 | Hamre MM (VI)                   | 1:4                   | Tyresö FF (III)            |
| 12.04.2004 | Enskede IK (IV)                 | 2:1                   | Karlslunds IF (III)        |
| 12.04.2004 | Kinna IF (IV)                   | 2:4                   | GAIS Göteborg (III)        |
| 12.04.2004 | Högvads BK (VI)                 | 0:4                   | Lärje-Angereds IF (IV)     |
| 12.04.2004 | IK Sleipner (III)               | 5:1                   | Syrianska FC (III)         |

## 2. Runde
Teilnehmer: Die 34 Sieger der 1. Runde und alle Mannschaften der Allsvenskan 2003 und der Superettan 2003.
| Datum      |                            | Ergebnis              |                         |
| ---------- | -------------------------- | --------------------- | ----------------------- |
| 27.04.2004 | Malmö Anadolu BI (IV)      | 0:4                   | Örgryte IS (I)          |
| 27.04.2004 | FC Trollhättan (III)       | 1:2 n. V.             | FC Café Opera (II)      |
| 28.04.2004 | Luleå SK (IV)              | 0:0 n. V. (2:4 i. E.) | Åtvidabergs FF (II)     |
| 28.04.2004 | IK Brage (III)             | 2:0                   | AIK Solna (I)           |
| 28.04.2004 | Degerfors IF (III)         | 0:4                   | IFK Göteborg (I)        |
| 28.04.2004 | Vallentuna BK (III)        | 1:2                   | Friska Viljor FC (III)  |
| 29.04.2004 | Ystads IF FF (III)         | 1:4                   | Malmö FF (I)            |
| 04.05.2004 | Bunkeflo IF (III)          | 0:1                   | IF Sylvia (II)          |
| 04.05.2004 | IFK Hässleholm (III)       | 4:3                   | Västra Frölunda IF (II) |
| 04.05.2004 | BK Kenty (V)               | 2:3                   | BK Forward (II)         |
| 05.05.2004 | Rynninge IK (III)          | 1:2                   | Landskrona BoIS (I)     |
| 05.05.2004 | Lärje-Angereds IF (IV)     | 2:1                   | IFK Ölme (III)          |
| 05.05.2004 | Kristianstads FF (III)     | 1:3 n. V.             | GIF Sundsvall (I)       |
| 05.05.2004 | IK Sleipner (III)          | 1:3                   | Halmstads BK (I)        |
| 05.05.2004 | Torslanda IK (III)         | 1:4                   | Enköpings SK (I)        |
| 05.05.2004 | Sandvikens IF (IV)         | 1:3                   | Hammarby IF (I)         |
| 05.05.2004 | IFK Timrå (III)            | 1:3                   | Djurgårdens IF (I)      |
| 05.05.2004 | IS Halmia (IV)             | 0:1 n. V.             | Gefle IF (II)           |
| 05.05.2004 | Gunnilse IS (III)          | 1:2                   | IFK Malmö (II)          |
| 05.05.2004 | Vasalunds/Essinge IF (III) | 0:1                   | Assyriska FF (II)       |
| 05.05.2004 | Spårvägens FF (III)        | 0:3                   | IFK Norrköping (II)     |
| 05.05.2004 | Enskede IK (IV)            | 0:2                   | Östers IF (I)           |
| 05.05.2004 | GAIS Göteborg (III)        | 2:0                   | Falkenbergs FF (II)     |
| 05.05.2004 | Topkapi IK (III)           | 3:2                   | Västerås SK (II)        |
| 06.05.2004 | Tyresö FF (III)            | 1:5                   | Trelleborgs FF (II)     |
| 06.05.2004 | IFK Värnamo (III)          | 3:0                   | Bodens BK (II)          |
| 06.05.2004 | Husqvarna FF (III)         | 1:2                   | Örebro SK (I)           |
| 06.05.2004 | Myresjö IF (III)           | 1:2                   | IF Elfsborg (I)         |
| 06.05.2004 | Visby IF Gute (III)        | 2:1                   | BK Häcken (II)          |
| 06.05.2004 | Carlstad United BK (IV)    | 1:2                   | IF Brommapojkarna (II)  |
| 06.05.2004 | Eslövs BK (IV)             | 1:8                   | Helsingborgs IF (I)     |
| 06.05.2004 | Väsby IK (III)             | 1:2                   | Kalmar FF (II)          |

## 3. Runde
| Datum      |                        | Ergebnis  |                     |
| ---------- | ---------------------- | --------- | ------------------- |
| 19.05.2004 | Visby IF Gute (III)    | 0:1       | IFK Värnamo (III)   |
| 19.05.2004 | Friska Viljor FC (III) | 4:3       | IF Elfsborg (I)     |
| 19.05.2004 | IFK Hässleholm (III)   | 2:4       | Assyriska FF (II)   |
| 19.05.2004 | IF Sylvia (II)         | 3:5 n. V. | Halmstads BK (I)    |
| 19.05.2004 | FC Café Opera (II)     | 4:1       | Gefle IF (II)       |
| 19.05.2004 | Östers IF (I)          | 2:1       | BK Forward (II)     |
| 20.05.2004 | IF Brommapojkarna (II) | 1:0       | IFK Malmö (II)      |
| 20.05.2004 | Lärje-Angereds IF (IV) | 3:1 n. V. | IK Brage (III)      |
| 20.05.2004 | Örebro SK (I)          | 2:1       | Malmö FF (I)        |
| 20.05.2004 | IFK Norrköping (II)    | 3:1       | Kalmar FF (II)      |
| 21.05.2004 | Djurgårdens IF (I)     | 3:1       | Helsingborgs IF (I) |
| 25.05.2004 | Topkapi IK (III)       | 0:2       | GAIS Göteborg (III) |
| 27.05.2004 | Örgryte IS (I)         | 5:0       | Åtvidabergs FF (II) |
| 27.05.2004 | GIF Sundsvall (I)      | 1:0       | Enköpings SK (I)    |
| 15.06.2004 | IFK Göteborg (I)       | 4:1       | Trelleborgs FF (II) |
| 23.06.2004 | Hammarby IF (I)        | 1:0       | Landskrona BoIS (I) |

## Achtelfinale
| Datum      |                        | Ergebnis              |                        |
| ---------- | ---------------------- | --------------------- | ---------------------- |
| 17.06.2004 | Lärje-Angereds IF (IV) | 0:4                   | GAIS Göteborg (III)    |
| 23.06.2004 | Östers IF (I)          | 3:2                   | Örgryte IS (I)         |
| 29.06.2004 | IFK Värnamo (III)      | 2:2 n. V. (2:4 i. E.) | Hammarby IF (I)        |
| 02.07.2004 | Assyriska FF (II)      | 2:2 n. V. (4:3 i. E.) | IF Brommapojkarna (II) |
| 02.07.2004 | Friska Viljor FC (III) | 0:4                   | IFK Göteborg (I)       |
| 02.07.2004 | Halmstads BK (I)       | 2:4 n. V.             | Örebro SK (I)          |
| 02.07.2004 | Djurgårdens IF (I)     | 3:2                   | GIF Sundsvall (I)      |
| 06.07.2004 | IFK Norrköping (II)    | 3:1 n. V.             | FC Café Opera (II)     |

## Viertelfinale
| Datum      |                     | Ergebnis |                    |
| ---------- | ------------------- | -------- | ------------------ |
| 29.07.2004 | IFK Göteborg (I)    | 3:2      | Örebro SK (I)      |
| 05.08.2004 | GAIS Göteborg (III) | 0:1      | Hammarby IF (I)    |
| 05.08.2004 | Östers IF (II)      | 2:0      | Assyriska FF (II)  |
| 14.10.2004 | IFK Norrköping (I)  | 0:1      | Djurgårdens IF (I) |

## Halbfinale
| Datum      |                 | Ergebnis |                    |
| ---------- | --------------- | -------- | ------------------ |
| 20.10.2004 | Östers IF (II)  | 0:2      | Djurgårdens IF (I) |
| 21.10.2004 | Hammarby IF (I) | 0:2      | IFK Göteborg (I)   |

## Finale
| Paarung        | Djurgårdens IF – IFK Göteborg |
| Ergebnis       | 3:1 (1:0) |
| Datum          | 6. November 2004 |
| Stadion        | Råsundastadion, Solna |
| Zuschauer      | 9.417 |
| Schiedsrichter | Leif Sundell |
| Tore           | 1:0 Daniel Sjölund (11.) 1:1 Niclas Alexandersson (52.) 2:1 Daniel Sjölund (56.) 3:1 Andreas Johansson (66.) |
| Djurgårdens IF | Pa Dembo Touray – Fredrik Stenman, Elias Storm, Toni Kuivasto, Matías Concha (44. Niclas Rasck) – Markus Johansson, Andreas Johansson, Johan Arneng – Daniel Sjölund (90. Patrick Amoah),– Tomas Backman (76. Yannick Backman), Tobias Hysén Cheftrainer: Kjell Jonevret |
| IFK Göteborg   | Bengt Andersson – Hjálmar Jónsson, Karl Svensson, Fredrik Risp, Magnus Johansson – Mikael Sandklef (57. George Mourad), Sebastian Johansson, Håkan Mild (74. Dennis Jonsson), Niclas Alexandersson – Peter Ijeh, Jonas Henriksson Cheftrainer: Bo Johansson              |
| Gelbe Karten   | Tobias Hysén (45.), Markus Johansson (84.) – Hjálmar Jónsson (14.), Magnus Johansson (51.), Karl Svensson (56.), Håkan Mild (74.) |
| Platzverweise  | Karl Svensson (61.) – keine |